# Муйдинхужаев, Асадхужа Зохидхужа угли
Асадхужа Зохидхужа угли Муйдинхужаев (узб. Asadxo`ja Moy`dinxo`jayev; род. 8 мая 2001, с. Булак-Баши, Риштанский район, Ферганская область, Узбекистан) — узбекистанский боксёр-любитель выступающий в полусредней весовой категории до 67 кг, член национальной сборной Узбекистана по боксу, многократный чемпион Узбекистана, бронзовый призёр чемпионат Азии (2022) и чемпион мира (2023). Чемпион Олимпийских игр 2024 года в Париже. Узбекистон ифтихори (2024).

## Биография
Асадхужа Муйдинхужаев родился 8 мая 2001 года в с. Булак-Баши, в Риштанском районе, Ферганской области, в Узбекистане. Учится в Узбекском государственном университете физической культуры и спорта. Муйдинхужаев начал заниматься боксом в Ферганском спортивном колледже олимпийского резерва, когда ему было 13 лет. Участвовал в чемпионате Узбекистана среди юношей и завоёвывал призовые места, затем присоединился к молодёжной сборной команде Узбекистана и там тренировался под руководством Акмала Хасанова.

## Любительская карьера

### Чемпионат мира 2021 года
В октябре 2021 года он принял участие в своем первом элитном чемпионате мира в категории до 67 кг. Где он выиграл первые два боя у Юджина Маккивера и Ахмеда Харары, но в 1/8 финала проиграв бой японскому боксеру Севону Оказаве, — который в итоге стал чемпионом мира 2021 года.

### Чемпионат Азии 2022 года
В ноябре 2022 года стал бронзовым призёром чемпионата Азии в Аммане (Иордания) в категории до 67 кг. Где он в четвертьфинале соревнований по очкам (5:0) победил опытного индуса Амира Кумара, в полуфинале единогласным решением судей уступил сопернику из Казахстана Дулата Бекбауова (5:0).

### Чемпионат мира 2023 года
В мае 2023 года, в Ташкенте (Узбекистан), он стал чемпионом мира в полусредней весовой категории — до 67 кг. Где он последовательно победил Юто Вакиту (5-0), Кирилла Самодурова (5-0); кубинца Роньеля Иглесиаса Сотолонго (4-3) в четвертьфинале, Баттомерийна Мишелта (5-0) в полуфинале, и Дулат Бекбауова (5-0) в финале.

### Азиатские игры 2022 года
В октябре 2023 года участвовал на Азиатских играх в Ханчжоу (Китай), в весе до 71 кг, где он в четвертьфинале досрочно техническим нокаутом в 3-м раунде проиграл опытному казахскому боксёру Асланбеку Шымбергенову, — который в итоге стал бронзовым призёром Азиатских игр 2022 года.